# Джовани V Малатеста
Вижте пояснителната страница за други личности с името Джовани.
Джовани V Малатеста, наречен Храбрият (на италиански: Giovanni V Malatesta Ardimentoso; † 1432, Мантуа), е италиански кондотиер.

## Произход
Той е син на Рамберто III Малатеста. 

## Биография
Бие се за Джангалеацо Висконти, връщайки славата и получавайки прякора „Храбрият“.
По-късно служи на Карло и Пандолфо Малатеста. Когато Карло умира, той управлява държавата вместо децата му.
Ползва се с благосклонността на Галеото Роберто Малатеста, но поради съпругата му Маргарита д'Есте е отпратен. След това той отива при господарите на Пезаро, амбициран да увеличи своето владение и му е обещано господството на Римини и Чезена.
След като прониква в Чезена, той има старите си колеги като последователи и подтиква хората към бунт, атакувайки двореца на подеста и го опустошавайки. На следващия ден, 6 май 1431 г., след като завладява крепостта, той е провъзгласен от своите последователи за господар. Много от тях междувременно дезертират и се подготвят да му се противопоставят с оръжие. Хората се надигат и след като научават, че Джовани държи Галеото Роберто като заложник, прогонват последователите на Джовани, които трябва да бягат от Римини.
Той се връща там с документ за преминаване, за да се оневини. Галеото му прощава при условие, че отиде в затвора във Ферара. Джовани не се подчинява и спира във Фаенца, за да крои нови заплахи. Тогава къщите му са разрушени и той е ограничен в Мантуа, където умира.

## Брак и потомство
∞ 1402 за Верде дели Ати, от която няма деца.